# Satin Jackets
Satin Jackets, de son vrai nom Tim Bernhardt, est un producteur allemand de musique électronique. Ses productions sont généralement rattachées aux genres Nu-disco et Deep house. il connait le succès à partir de 2013 avec le single You Make Me Feel Good.

## Biographie
La carrière musicale de Tim Bernhardt commence vers la fin des années 1990 sous divers pseudonymes et dans des groupes parmi lesquels Headphonism, Jeronimo ou Metrosoul. Il connaîtra un premier succès avec le groupe Lorenzo (de), fondé avec Joachim Schäfer à Dortmund et plus tard rejoint par Linda Mathews. Le style du groupe est Deep house et Techno minimale. Le groupe se sépare finalement en 2006.
Tim Bernhardt revient à partir de 2011 avec Satin Jackets. Le projet se veut comme une façon d'explorer son attrait pour le disco et son admiration d'artistes comme Nile Rodgers du groupe Chic ou encore Trevor Horn.
Les premiers singles produits sous ce nom, et tout particulièrement You Make Me Feel Good en 2013, sont alors remarqués et diffusés par Majestic Casual, Clash Magazine ou encore Hype Machine, atteignant plus de 10 millions d'écoutes sur Spotify. Les productions sont plus orientées Balearic House et Chill-out. iD qualifie cette musique de « super sexy, d'irrésistible house pétrie d'ambiance estivale, ».
En 2016 sort l'album Panorama Pacifico, reprenant ses précédents succès et les doublant des voix de Scavenger Hunt, NTEIBINT et Marble Sounds entre autres. Satin jackets devient alors une figure majeure du genre Nu-disco, totalisant plus de 30 millions d'écoutes sur les plateformes de streaming.
En 2019, il sort un deuxième album Solar Nights. Celui-ci inclut des collaborations avec Panama, David Harks, Niya Wells, Emma Brammer & Anduze. Tim Bernhardt le décrit comme un perfectionnement de son style : « Satin Jacket, mais en 3D ».
Parallèlement, Satin Jackets a fondé le groupe runSQ avec le duo Blank & Jones.
Tim Bernhardt indique se retirer dans un studio au milieu d'une forêt allemande pour composer. Il se sert d'Ableton sur iMac, et divers filtres et processeurs dynamiques comme Elysia ou SPL reliés à une table de mixage. Pour ses sets, il se sert de Maschine.
Sur scène, il se pare d'un masque caractéristique dessiné par le designer australien Jason Wood, qui réalise également les visuels du label Eskimo Recordings. Il indique ce choix par un souhait d'anonymat, y compris lors de ses propres représentations.

## Discographie

### Singles
- One Day You Will Know - 2010
- Satin Jackets Featuring Anna Meta - Get It On - 2010
- Closer - 2010
- Get It On / Touch - 2010
- Satin Jackets Featuring Linda Mathews - Could You Be - 2010
- Workin Girl - 2010
- Socialite - 2010
- Liberation - 2010
- Satin Jackets Featuring Anna Meta - Touch - 2010
- Satin Jackets - 2010
- Funky - 2010
- Liberation EP - 2010
- Everywhere I Go - 2011
- Brand New Day - 2011
- Satin Jackets Ft. Kinema - Kick It With You (5x - 2011
- Forever Lasting - 2011
- Satin Jackets Feat. Linda Mathews - Toss And Turn - 2011
- Liberation 2010 - The Remixes - 2011
- Back In The Days EP - 2011
- Dead Rose Music Company / Satin Jackets - 2012
- Satin Jackets Presents Flamingo Drive - Every Time I Think Of You - 2012
- Satin Jackets / Jose Padilla* - Come On / Elixir (Chris Coco Remix) - 2013
- Satin Jackets Featuring Patrick Baker  - Only You - 2013
- You Make Me Feel Good - 2013
- Satin Jackets Feat. KLP - For Days - 2013
- Come On - 2013
- Foreign Affair EP - 2014
- Satin Jackets Feat. Emma Brammer - We Can Talk - 2016
- Satin Jackets Feat. Esser - Shine On You - 2016
- Satin Jackets Feat. David Harks - Northern Lights - 2017
- Satin Jackets Feat. Anduze - Athena - 2018
- Diamonds Are Forever - 2018
- Satin Jackets Feat. David Harks - Through The Night - 2018
- Satin Jackets Feat. Emma Brammer - Take It From Me - 2018
- Satin Jackets Feat. David Harks - Shadow Of You - 2019
- Satin Jackets Feat. Panama - Electric Blue - 2019

### Remixes
- Rebecca (Satin Jackets Remix) - Tesla Boy, Rebecca - 2011
- Everytime You Cry (Satin Jackets Remix) - Leendder feat. Chaz - Everytime You Cry - 2011
- Downtown (Satin Jackets Remix) - Black Magic Disco - Downtown - 2012
- Golden Wave (Satin Jackets Remix) - P@D - Golden Wave - 2012
- Every Time I Think Of You (Satin Jackets Remix) Satin Jackets Presents Flamingo Drive - Every Time I Think Of You - 2012
- Maria Magdalena (Satin Jackets & Chris Jylkke's Krautrock Edit) - Ralph Myerz - Vin & Vinyl - LateNiteMuzik4LateNiteWineSessionz Pt. I - 2012
- Meet People - Alex Neivel & Pat Heart - Meet People - 2012
- Only This Moment (Satin Jackets Mix) - The Socialites Featuring Tesla Boy - Only This Moment - 2012
- Set Me Free (Satin Jackets Remix) Dato - Set Me Free - 2012
- Miss Mood (Satin Jackets Remix) Novika - Miss Mood - 2012
- Green On Blue (Satin Jackets Remix)Monsoon Season feat. Miss Bee - Green On Blue - 2012
- Come With Me (Satin Jackets Remix) - Nora En Pure - Come With Me (Remixes) - 2013
- Zashu (Satin Jackets Remix)Clark & Pudell - Zashu - 2013
- Lies (Satin Jackets Remix) - Roberto Rodriguez Feat Max C - Lies Remixes - Part 2 - 2013
- Happy Days (Satin Jackets Remix) - Max Lyazgin - Happy Days - 2013
- Night Drive In Moscow (Satin Jackets Remix) - 5 Reasons - Night Drive In Moscow - 2013
- Too Cold For Love (Satin Jackets Underwater Rmx) - Monsoon Season Feat. Miss Bee - Too Cold For Love - 2013
- Lazy Life (Satin Jackets Instrumental Mix) - Blank & Jones - Relax (Edition Eight) - 2014
- Everytime You Cry (Satin Jackets Remix) - Blank & Jones - Milchbar // Seaside Season 6 - 2014
- Good Trip (Satin Jackets Remix) Max Lyazgin - Good Trip EP - 2014
- Make U Crazy - Satin Jackets Remix - Prunk - 2014
- Tendency (Satin Jackets Remix) Estate* & Liquid Pegasus - Tendency EP - 2014
- Happiness Juice (Satin Jackets Extended Club Mix) Munk & Mona Lazette - Happiness Juice - 2014
- Survivor (Satin Jackets Dub) - Blank & Jones - Kontor Sunset Chill Winter Edition - 2014
- Bedcat (Satin Jackets Remix) - Honom - Ibiza 2014 Volume 2 - 2014
- Don't Lie (Satin Jackets Remix) - Loui & Scibi - 2015
- We Can Hold On (Satin Jackets Remix)-  Du Tonc - We Can Hold On (Satin Jackets Remix)- 2015
- Take A Chance (Satin Jackets Remix) - Moullinex - Take A Chance (Remixes) - 2015
- White Dress (Satin Jackets Remix) - Set Mo Feat. Deutsch Duke - White Dress (The Remixes) - 2016
- Glow Of Love (Satin Jackets Remix) - Paul Harris - Glow Of Love - 2016
- Take A Chance (Satin Jackets Remix)  - Blank & Jones - Milchbar // Seaside Season 8 - 2016
- Boy In The Picture (Satin Jackets Remix) - Kid Crème & Jolyon Petch Featuring Sian Evans - 2017
- There's A Reason Why (I Never Returned Your Calls) (Satin Jackets Remix)  - Blossoms - There's A Reason Why (I Never Returned Your Calls) - 2018